# Hammertal (Ruhrgebiet)

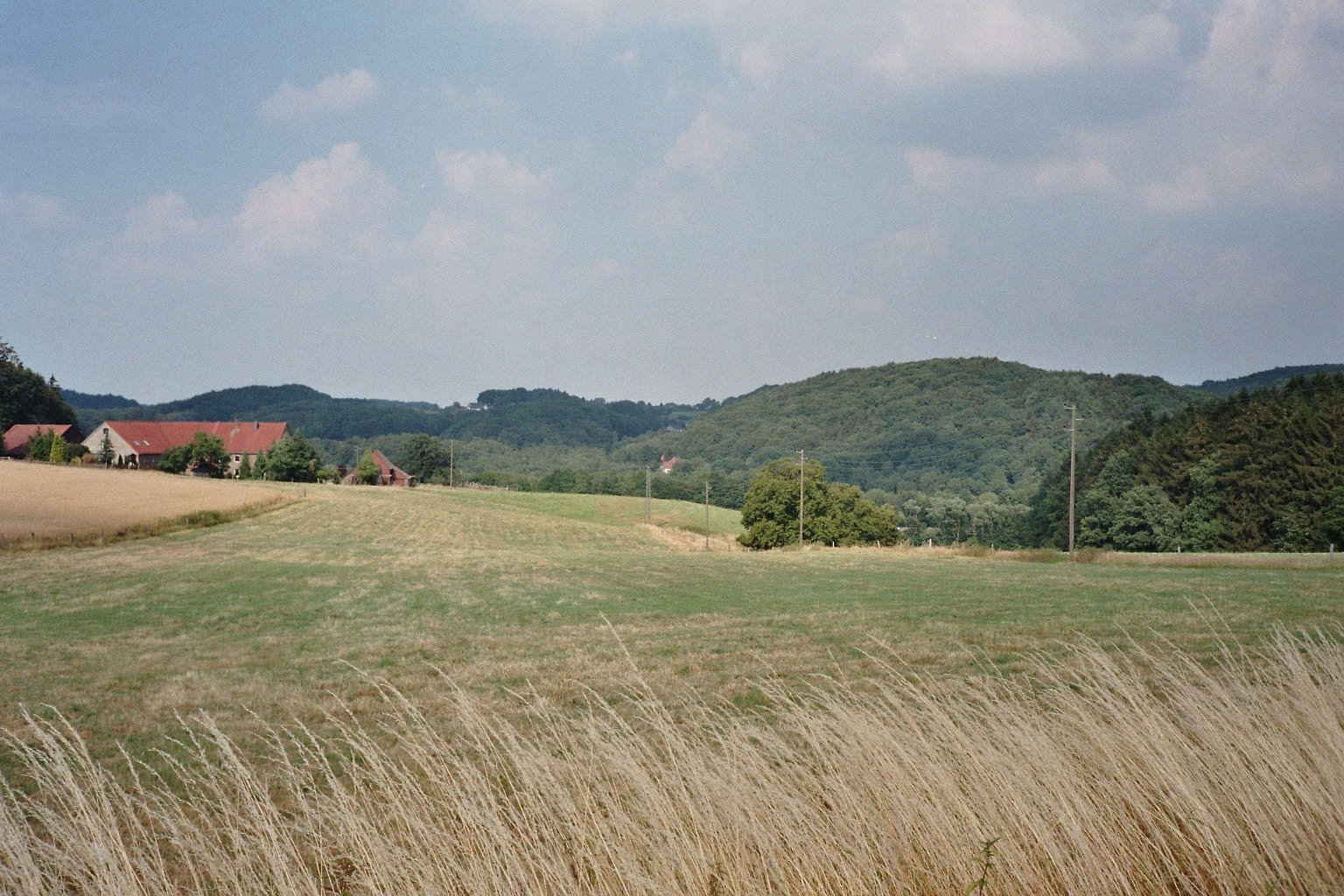
Landschaft im Bereich des Hammertals am Hof Niedergethe (links) in Niedersprockhövel

Steinenhaus, am Ende des Hammertals, 1906

Das Hammertal ist ein Tal und eine Kulturlandschaft innerhalb der Hügellandschaft zwischen Witten, Sprockhövel und Hattingen-Blankenstein. Die gleichnamige Straße Hammertal verbindet Niedersprockhövel über Witten-Buchholz mit dem Bereich An der Kemnade bei Haus Kemnade in den Ruhrauen.
Das Tal wird vom Pleßbach nach Norden zur Ruhr entwässert. In verkehrstechnischer Hinsicht diente es in der Vergangenheit der Kohlenstraße von Witten nach Sprockhövel, der Kleinbahn Bossel–Blankenstein und in der Gegenwart der Bundesautobahn 43 und der Landesstraße 551 als Verkehrsweg.
Benannt ist das Hammertal nach den im 19. Jahrhundert ansässigen mechanischen Schmiedehämmern, die vom Pleßbach per Wasserrad angetrieben wurden. Im gleichen Zeitraum ging im Hammertal der Bergbau auf Steinkohle über (siehe Zeche Glückauf Barmen), das Tal ist somit eine der frühen Stätten des Ruhrbergbaus.
Abseits der A 43, der L 551 und der Gewerbeansiedlungen hat das Hammertal seinen ländlichen Charakter teilweise bewahren können.